# Town Square (Las Vegas)

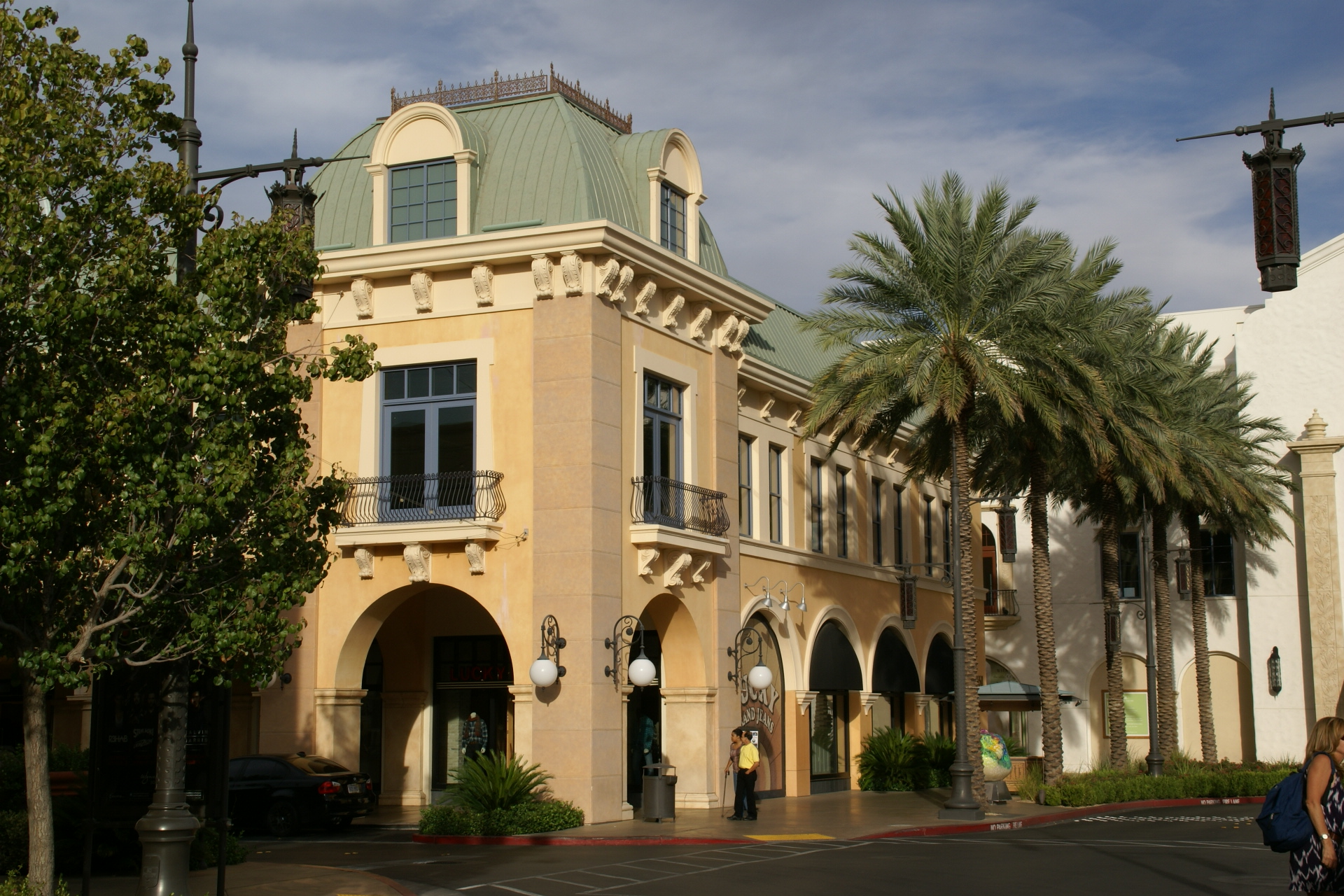
Town Square Las Vegas

Town Square es un centro comercial al aire libre que cuenta con restaurantes y un centro de entretenimiento en 117 acres en Paradise, Nevada en Las Vegas Boulevard. Este proyecto por Turnberry Associates y Centra Properties incluye 1 500 000 pies cuadrados (139 354,5 m²) de espacio comercial y 352 000 pies cuadrados (32 701,9 m²) de espacio de oficinas El centro comercial abrió el 14 de noviembre de 2007.

## Historia
Las construcciones se iniciaron en mayo de 2005 por el contratista del proyecto Marnell Corrao.  Town Square fue diseñado por Development Design Group, Alan J. Mayer Architect y Marnell Corrao Associates.  Está localizado en el antigulo lugar de Vacation Village.
Posteriormente a su construcción la tienda de electrónicos Fry's Electronics de 300 000 pie cuadrado (27 870,9 m²) fue incorporada al proyecto.
Mientras se construía, el centro comercial pudo ser el centro de mesa de la Convención Internacional de Centros Comerciales, en la cual empezó el 24 de mayo de 2007. El centro comercial abrió el 14 de noviembre de 2007 en un complejo de 22 nuevos edificios y un total de 1 500 000 ft² (139 354,5 m²) de espacio comercial. También incluye un parque de niños de 9000 ft² (836,1 m²).
Varias tiendas famosas como H&M, Apple Store, Guitar Center, Martin + Osa, Abercrombie & Fitch, Sephora y Lucky Brand Jeans abrieron. Un teatro de 18 pantallas RAVE Motion Pictures y restaurantes como Claim Jumper, Louis's Las Vegas, y Louis's Fish Camp también abrieron en el centro comercial. Varias tiendas localizadas en el extremo norte aún siguen bajo construcción y se espera que abran en la primavera de 2008, incluyendo a tiendas anclas como Robb & Stucky Interiors, Whole Foods Market, y Borders Books and Music.